# Mathias Chago
Mathias Chago (*Bakou, Camerún, 6 de marzo de 1983), futbolista camerunés que también tiene la nacionalidad croata. Juega de volante.Su primer equipo fue el Olympic Mvolye para parar luego en el Racing Bafoussam, ambos equipos de Camerún.
En el año 2002 salta al fútbol croata jugando en el NK Metalac Osijek, Dinamo Zagreb, NK Istra 1961 y NK Lokomotiva.
En la temporada 2014/2015 ficha por el equipo iraní Foolad FC

## Selección nacional
Ha sido internacional con la Selección nacional de fútbol de Camerún Sub-21.
- Datos: Q607156